# Филип Филипов (футболист, р. 1988)
Вижте пояснителната страница за други личности с името Филип Филипов.
Филип Станимиров Филипов е български футболист, защитник, състезател на Ботев (Пловдив). Играл е за Младежкия национален отбор по футбол на България.

## Състезателна кариера
Роден е на 2 август 1988 година в Ловеч.
Продукт на Академия Литекс, силният му крак е десният. Играе еднакво добре като ляв и десен краен бранител, но титулярната му позиция е десен бек. Любовта към спорта наследява от баща си Станимир Филипов, който е бивш хандбалист на ловчалии, както и от чичо си Венцислав Филипов, също бивш футболист на „оранжевите“.
Започва да тренира футбол през 1998 г. в ДЮШ на Литекс още преди официално да е създадена Академията, а първият му треньор е Пламен Линков. Преминава през всичките възрастови формации на ловчанлии, а треньори още са му били специалисти като Йордан Йорданов, Николай Димитров-Джайч и Стефан Яръмов с когото през 2005 г. и юношеската формация на Литекс родени 1987 г. печели международния юношески турнир „Юлиян Манзаров“.

През 2006 г. Люпко Петрович го взима в първия състав с когото изиграва девет контроли, но така и не записва официален дебют за „оранжевите“. През 2007 г. е продаден на Локомотив (Мездра) с които подписва три-годишен договор. На 9 август 2008 г. прави дебют в А група в мач срещу Спартак (Варна). През лятото на 2009 г. подписва за три години с отбора на Сливен с който се утвърждава, като един от най-добрите крайни бранители в българското първенство. Добрите изяви на младока са забелязани от водещите клубове и към него пристига предложение от столичния Левски.
Филипов има договор до 2012 г., но поради незавидното финансово положение обхванало отбора от Сливен разтрогва договора си по вина на клуба през декември 2010 г. Към него отново има интерес от Левски но в крайна сметка подписва със Славия.
През лятото на 2013 г. подписва тригодишен договор като свободен агент с Ботев (Пловдив).

## Национален отбор
На 11 октомври 2008 г. треньора на младежкия национален отбор Иван Колев го кани за контролата с Гърция. За младежите играе предимно като ляв краен бранител. Официалният му дебют е на 2 април 2009 в квалификация за Европейското първенство по футбол за младежи срещу Казахстан, загубен от младите лъвчета с 2:0.
Има записани мачове срещу връстниците си от Република Македония, Румъния, Черна гора и отново Казахстан.

## Любопитно
- Любим отбор – Манчестър Юнайтед
- Любим футболист – Дани Алвеш
- Има по-малък брат Иван също футболист, юноша на Академия Литекс

## Успехи
- Международен юношески турнир „Юлиян Манзаров“ - 2005